# Gare de Plougonver
Gare de Plougonver vasútállomás Franciaországban, Plougonver településen.

## Vasútvonalak
Az állomást az alábbi vasútvonalak érintik:
- Guingamp-Carhaix-vasútvonal

## Kapcsolódó állomások
A vasútállomáshoz az alábbi állomások vannak a legközelebb:
- Gare de Pont-Melvez (Gare de Guingamp, Guingamp-Carhaix-vasútvonal)
- Gare des Mais (Gare de Carhaix, Guingamp-Carhaix-vasútvonal)